# 이여진 (방송인)
이여진(1987년 11월 3일 ~ )은 대한민국 SBS의 기상 캐스터이다.

## 학력
- 서울여자대학교 불어불문학과 06학번

## 경력
- KBS 부산총국 기상 캐스터
- 연합뉴스TV 기상 캐스터
- SBS 기상 캐스터

## 진행
- 2014년 11월 ~ 2015년 12월: SBS 5 뉴스 기상캐스터
- 2015년 4월 ~ 2015년 12월: 모닝와이드 1, 2부 기상 캐스터
- 2016년 1월 ~ 2020년 6월 : SBS 오 뉴스(뉴스퍼레이드 포함) 기상캐스터
- 2016년 3월 ~ 2016년 4월: SBS 나이트라인 기상캐스터
- 2016년 1월 1일 ~ 2020년 6월 30일: SBS 8 뉴스(평일)